# SMP Racing
Le SMP Racing est une écurie automobile russe d'endurance à but non lucratif fondée en février 2013 par Boris Rotenberg.
Le principal objectif de l'écurie est la promotion des jeunes pilotes russes. L'écurie est présidée par l'homme d'affaires russe Boris Rotenberg qui est copropriétaire de la SMP Bank avec son frère Arkadi. L'écurie est engagée depuis 2014 dans les championnats ELMS et WEC.

## Histoire

### 2013: Engagements multidisciplinaires
En février 2013, le SMP Racing engage deux Ferrari 458 Italia GT3 en International GT Open en partenariat avec le Russian Bears Motorsports. Les deux autos sont d'abord engagée aux essais de pré-saison du championnat qui ont lieu sur le circuit Paul-Ricard. Quatre séances d'essais sont prévus le 14 février. Le lendemain, une dernière séance de une heure est également au programme. Les pilotes titulaires sont Pol Rosell et Kirill Ladygin sur la Ferrari n°67 ainsi que Viacheslav Maleev et Roman Mavlanov sur la n°68,. Lors de la première course du week-end, la Ferrari de Ladygin et Rosell termine en quatrième position à une trentaine de seconde de la Ferrari du Black Bull Racing qui remporte la course. La Ferrari de Maleev et Mavlanov franchi la ligne à la 6e place,. Lors de la seconde course, après vingt trois tours couverts, Pol Rosell et Kirill Ladygin franchisent la ligne d'arrivée en seconde position juste devant la Porsche n°69 de Pro GT by Alméras. Il signe donc le premier podium du SMP Racing. Quant à l'équipage de la n°68, il se contente d'une cinquième place.
Lors de la deuxième manche qui a lieu à Jerez, une seule voiture défend les couleurs de l'écurie. Elle est pilotée par Pol Rosell et Kirill Ladygin. Seulement douze concurrents répondent présents. Chaque séances de qualifications est réservée à un pilote par équipage. Dans la Ferrari n°67, c'est Pol Rosell qui prend le volant. Il effectue six tour de piste et signe un temps de 1 min 44 s 560 (au cinquième tour) qui le place quatrième sur la grille. Lors de la deuxième séance, c'est Kirill Ladygin qui le relaie. Après cinq tours, il ne peut faire mieux que 1 min 44 s 961.

### 2018: Passage en LMP1
En 2018, SMP Racing s'engage dans le Championnat du monde d'endurance FIA dans la catégorie LMP1 avec les deux BR1 conçues conjointement par BR Engineering et Dallara, l'exploitation des prototypes est confiée à l'écurie française ART Grand Prix.
À l'issue de la saison 2018-2019, SMP Racing stoppe son engagement en LMP1.

## Compétition

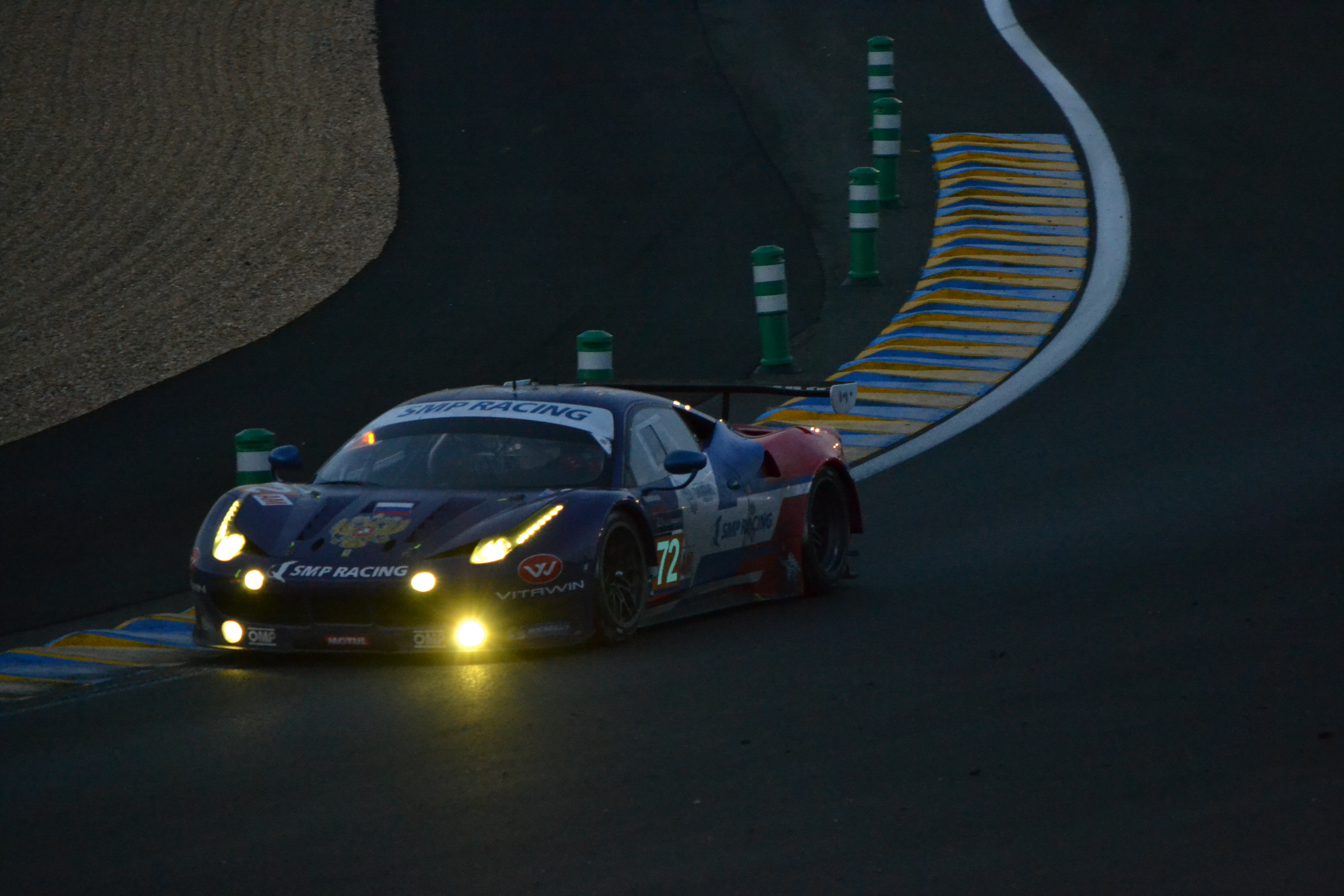
Lors des 24 Heures du Mans 2014, la Ferrari 458 Italia GT2 abandonne sur accident.

- Championnat du monde d'endurance FIA 2015
- European Le Mans Series 2015
- Championnat du monde d'endurance FIA 2014
- European Le Mans Series 2014
- European Le Mans Series 2013

## Palmarès
- Championnat du monde d'endurance FIA
  - Trophée Endurance FIA des équipes LMP2 en 2014
  - Trophée Endurance FIA des équipes LMGTE Am en 2015[12],[13]
- European Le Mans Series
  - Champion GTC en 2013
  - Champion GTE et GTC en 2014
- 24 Heures du Mans
  - Vainqueur dans la catégorie GTE Am aux 24 Heures du Mans 2015

## Résultats en Championnat du monde d'endurance FIA
| Saison    | Catégorie | Écurie     | Châssis                | Moteur                 | Pneus    | Numéro | Courses | Courses | Courses | Courses | Courses | Courses | Courses | Courses | Courses | Points inscrits | Classement |
| Saison    | Catégorie | Écurie     | Châssis                | Moteur                 | Pneus    | Numéro | 1       | 2       | 3       | 4       | 5       | 6       | 7       | 8       | 9       | Points inscrits | Classement |
| --------- | --------- | ---------- | ---------------------- | ---------------------- | -------- | ------ | ------- | ------- | ------- | ------- | ------- | ------- | ------- | ------- | ------- | --------------- | ---------- |
| 2014      | LMP2      | SMP Racing | Oreca 03               | Nissan VK45DE 4,5 L V8 | Michelin |        | SIL     | SPA     | LMS     | CDA     | FUJ     | SHA     | BHR     | SÃO     |         |                 |            |
| 2014      | LMP2      | SMP Racing | Oreca 03               | Nissan VK45DE 4,5 L V8 | Michelin | 27     | 3e      | 4e      | 12e     | 2e      | 3e      | 2e      | Abd     | 2e      |         | 146             | Champion   |
| 2014      | LMP2      | SMP Racing | Oreca 03               | Nissan VK45DE 4,5 L V8 | Michelin | 37     | Abd     | 3e      | Abd     | Abd     | 4e      | 3e      | 2e      | Abd     |         | 60              | 4e         |
| 2015      | LMGTE Am  | SMP Racing | Ferrari 458 Italia GT2 | Ferrari 4,5 L V8       | Michelin | 72     | SIL     | SPA     | LMS     | NÜR     | CDA     | FUJ     | SHA     | BHR     |         | 165             | Champion   |
| 2015      | LMGTE Am  | SMP Racing | Ferrari 458 Italia GT2 | Ferrari 4,5 L V8       | Michelin | 72     | 3e      | 3e      | 1er     | 1er     | 1er     | 6e      | 3e      | 5e      |         | 165             | Champion   |
| 2016      | LMP2      | SMP Racing | BR Engineering BR01    | Nissan VK45DE 4,5 L V8 | Dunlop   |        | SIL     | SPA     | LMS     | NÜR     | MEX     | CDA     | FUJ     | SHA     | BHR     |                 |            |
| 2016      | LMP2      | SMP Racing | BR Engineering BR01    | Nissan VK45DE 4,5 L V8 | Dunlop   | 27     | 9e      | Abd     | 7e      | 8e      | 6e      | 4e      | 8e      | 6e      | 8e      | 62              | 8e         |
| 2016      | LMP2      | SMP Racing | BR Engineering BR01    | Nissan VK45DE 4,5 L V8 | Dunlop   | 37     | 7e      | 7e      | 3e      | 6e      | Abd     | 6e      | 10e     | 7e      | 7e      | 71              | 6e         |
| 2018-2019 | LMP1      | SMP Racing | BR Engineering BR1     | AER P60 2,4 L V6       | Michelin |        | SPA     | LMS     | SIL     | FUJ     | SHA     | SEB     | SPA     | LMS     |         |                 |            |
| 2018-2019 | LMP1      | SMP Racing | BR Engineering BR1     | AER P60 2,4 L V6       | Michelin | 11     | 3e      | Abd     | Abd     | 4e      | 3e      | 3e      | 3e      | 3e      |         | 94              | 4e         |
| 2018-2019 | LMP1      | SMP Racing | BR Engineering BR1     | AER P60 2,4 L V6       | Michelin | 17     | Abd     | Abd     | 3e      | Abd     | Abd     | NC      | 4e      | Abd     |         | 27              | 5e         |